# Olimpíada de ajedrez de 1956
La XII Olimpíada de Ajedrez masculina se llevó a cabo en el Teatro Central del Ejército Rojo, en la ciudad de Moscú (Unión Soviética), del 31 de agosto al 25 de septiembre de 1956. Participaron 34 equipos, y se disputó un total de 1219 partidas. Los árbitros principales fueron Ígor Bondarevski (URSS) y Ari Ilmakunnas (Finlandia).
El torneo fue disputado a cuatro tableros por equipo, participando un total de 197 jugadores, incluyendo 20 Grandes Maestros y 35 Maestros Internacionales.

## Resultados

### Clasificación general
| Pos. | País             | Puntos | Equipo                                                   |
| ---- | ---------------- | ------ | -------------------------------------------------------- |
|      | Unión Soviética  | 31     | Botvínnik, Smyslov, Keres, Bronstein, Taimánov, Géler    |
|      | Yugoslavia       | 26½    | Gligorić, Matanović, Ivkov, Karaklajić, Milić, Đurašević |
|      | Hungría          | 26½    | Szabó, Barcza, Benkő, Szilágy, Bély, Portisch            |
| 4    | Argentina        | 23     | Najdorf, Bolbochán, Panno, Pilnik, Sanguineti, Wexler    |
| 5    | Alemania Federal | 22     | Unzicker, Schmid, Darga, Pfeiffer, Niephaus, Teschner    |
| 6    | Bulgaria         | 22     | Padevsky, Minev, Kolarov, Tringov, Tsvetkov, Milev       |

### Medallas individuales

#### Primer tablero
| Pos. | Jugador             | País            | Puntos | Partidas |
| ---- | ------------------- | --------------- | ------ | -------- |
|      | MI Bent Larsen      | Dinamarca       | 14     | 18       |
|      | GM Mijaíl Botvínnik | Unión Soviética | 9½     | 13       |
|      | GM Friðrik Ólafsson | Islandia        | 14     | 16       |

#### Segundo tablero
| Pos. | Jugador                 | País       | Puntos | Partidas |
| ---- | ----------------------- | ---------- | ------ | -------- |
|      | MI Andreas Dückstein    | Austria    | 13     | 17       |
|      | GM Aleksandar Matanović | Yugoslavia | 11½    | 16       |
|      | GM Gedeon Barcza        | Hungría    | 11½    | 16       |

#### Tercer tablero
| Pos. | Jugador           | País            | Puntos | Partidas |
| ---- | ----------------- | --------------- | ------ | -------- |
|      | GM Paul Keres     | Unión Soviética | 9½     | 12       |
|      | GM Borislav Ivkov | Yugoslavia      | 12     | 16       |
|      | Baldur Möller     | Islandia        | 11     | 16       |

#### Cuarto tablero
| Pos. | Jugador             | País            | Puntos | Partidas |
| ---- | ------------------- | --------------- | ------ | -------- |
|      | GM David Bronstein  | Unión Soviética | 11     | 13       |
|      | Rodolfo Tan Cardoso | Filipinas       | 13     | 17       |
|      | Georgi Tringov      | Bulgaria        | 9      | 12       |

#### Primer tablero de reserva
| Pos. | Jugador          | País            | Puntos | Partidas |
| ---- | ---------------- | --------------- | ------ | -------- |
|      | Raúl Sanguineti  | Argentina       | 9      | 11       |
|      | Peter Clarke     | Inglaterra      | 9½     | 12       |
|      | GM Mark Taimánov | Unión Soviética | 8½     | 11       |

#### Segundo tablero de reserva
| Pos. | Jugador            | País            | Puntos | Partidas |
| ---- | ------------------ | --------------- | ------ | -------- |
|      | GM Yefim Géler     | Unión Soviética | 7½     | 10       |
|      | Lennart Ljungqvist | Suecia          | 7      | 10       |
|      | MI Zdravko Milev   | Bulgaria        | 9      | 13       |

### Premio a la mejor partida
El premio a la mejor partida de las dos rondas finales fue compartido entre:
- Andreas Dückstein (Austria) 1 - Haije Kramer (Países Bajos) 0
- Bernardo Wexler (Argentina) 0 - Jens Enevoldsen (Dinamarca) 1